# José Miguel Guardia
José Miguel Guardia Bagur (Alayor, Menorca, 23 de enero de 1830 - París, 19 de julio de 1897) fue un médico, historiador de la ciencia y traductor español, naturalizado francés en 1864.

## Datos biográficos
Estudió medicina en el Colegio Real (universidad) de Montpellier y posteriormente se doctoró en letras en la de París; se naturalizó francés en 1864. Nombrado poco después profesor del Colegio de Santa Bárbara, lo fue luego del Colegio Chaptal, y más tarde director de la Escuela de Medicina Monge, cargo del que se le destituyó por la publicación de su libro L'Etat enseignant el l'Ecole libre que, además, dio lugar a ruidosas polémicas. Perteneció a la Academia de Medicina de París, y, además de la citada obra, escribió: Quelques questions de philosophie médicale (Montpellier, 1853); Étude médico-psychologique sur l'histoire de Don Quichotte, traducción, con notas, de la obra de Antonio Hernández Morejón (París, 1858); De la prostitution en Espagne; De l'étude de la folie (1861); Les Républiques de l'Amérique Espagnole (París, 1862); La médecine à travers les siécles (París, 1864); La ladrerie du porc dans l'antiquité (París, 1866); Grammaire de la langue latine, en colaboración con Wierzeyzki (París, 1876); L'éducation dans l'école libre (París, 1880); Histoire de la médecine d'Hippocrates à Broussais et ses successeurs (París, 1884).
Dejó todavía otros estudios sobre la historia de la medicina, entre ellos sus dos tesis doctorales: la latina (De medicine ortu apud Graecos progressuque per philosophiam), que trata de la evolución de las doctrinas médicas en Grecia, por la acción de la filosofía, y la francesa, dedicada al precursor de la psicología profesional psicotécnica: Essai sur l'ouvrage de J. Huarte: Examen des aptitudes diverses pour les sciences (París, 1855). En 1886 empezó en la Revue Philosophique, de París, una serie de monografías sobre los filósofos españoles Oliva Sabuco (Miguel Sabuco), Gómez Pereira (1889), Juan Huarte de San Juan (1890) y sobre los cubanos Félix Varela y José de la Luz y Caballero (1892). No obstante que parecía que con ellas rehabilitaba la filosofía española, se opuso tenazmente a las ideas de Marcelino Menéndez y Pelayo, y escribió en 1890 y en la misma revista un artículo de tonos violentos contra el gran polígrafo. Hoy las dos tesis parecen igualmente insostenibles; sin embargo, la segunda, la de la miseria filosófica española, que es la de Guardia, es, además, injusta. En la Revue Germanique, y en la Revue d'Instruction Publique trata de Raimundo Lulio y de los teólogos españoles del siglo XVI.
Otros artículos doctrinales e históricos sobre filosofía aparecieron en la Revue Philosophique. Por ejemplo, uno dedicado a su amigo el fundador del positivismo francés, Auguste Comte: Les sentiments intimes de A. Comte (1887).
También llevó a cabo una importante labor de traducción; sobre todo, destacan sus traducciones de Miguel de Cervantes, de Antonio Pérez y de Antonio Hernández Morejón.